# 均時差
均時差（英語：equation of time）描述了兩種太陽時間之間的差異。英文的「equation」（方程式）一詞用於中世紀時的意義為「差異調和」。這兩種不同的時間是視太陽時和平太陽時，前者直接跟踪太陽的周日運動，後者跟踪沿天球赤道以均勻速運動的理論平太陽。視太陽時可以通過量測太陽的當前位置（時角）來獲得，如日晷所示（精度有限）。「平」太陽時，對於同一地點，將是由一個穩定的時鐘指示的時間，這樣在一年中，它與視太陽時的差異將平均為零。
均時差是日行跡的東分量或西分量，這是一條曲線，表示從地球上看太陽在天球上的平均位置的角度偏移。天文學界普遍藉由天文台編制的年鑑和星曆表將一年中每天的均時差列出:14
均時差可以近似為兩個正弦波的和（見下面的解釋）：
{\displaystyle D=6.240\,040\,77+0.017\,201\,97(365.25(y-2000)+d)}
{\displaystyle \Delta t_{ey}=-7.659\sin(D)+9.863\sin \left(2D+3.5932\right)} [minutes]
此處{\displaystyle d}表示自當年{\displaystyle y}1月1日起的天數。

## 概念

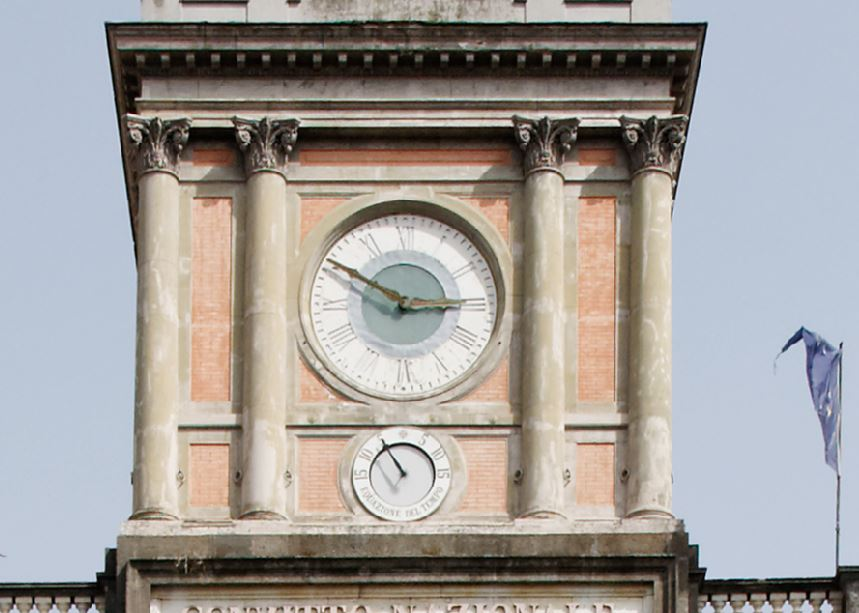
帶有顯示均時差輔助錶盤的時鐘。 那不勒斯的但丁廣場（1853）。

在一年中，均時差如圖所示變化；它從一年到下一年的變化很小。日晷顯示的視太陽時可以提前（快速）多達 16分33秒（約11月3日），或落後（放緩）多達14分6（大約2月11日）。均時差在4月15日、6月13ˋ9月1日和12月25日附近為0。忽略地球軌道和自轉的緩慢變化，這些事件每回歸年都會在同一時間重複發生。但是，由於一年中的天數是非整數，因此這些日期每年可能會相差一天左右。做為日期不準確的一個例子，根據美國海軍天文台的「多年互動式計算機年鑑」（英語：Multiyear Interactive Computer Almanac，MICA），均時差在2011年4月16日為02:00UT1 :277。
均時差的圖形由兩條正弦曲線之和近似表示，一條週期為一年，另一條為半年。這些曲線反映了兩種天文效應，每種效應都會導致太陽相對於恆星的視運動出現不同的不均勻性：
- 黃道（地球圍繞太陽的年軌道運動平面）的傾角，相對於地球赤道平面傾斜約23.44度；和
- 圍繞太陽的地球軌道的離心率約為0.0167。

只有當行星的軸向傾角和軌道離心率均為零時，均時差才會消失。行星具有大均時差的兩個例子是火星和天王星。在火星上，由於其軌道的離心率相當大，日晷時間和時鐘時間之間的差異可能高達50分鐘。天王星有一個非常大的軸向傾斜，它有一個均時差，根據它在軌道上的位置，它的日子會提前或延後幾個小時開始和結束。

## 表示法

動畫顯示了一年內的均時差和日行跡路徑。

美國海軍天文台指出，「均時差」是「視太陽時」减去「平太陽時」的差值，即如果太陽在時鐘前面，則符號為+（正），如果時鐘在太陽前面，則標記為-（負）。上圖顯示了一年多時間的均時差。下圖（恰好覆蓋一個行事曆年）具有相同的絕對值，但符號是相反的，因為它顯示了時鐘比太陽領先多遠。出版品可以使用以下任一格式：
在英語世界，前者的用法更為常見，但並不總是被遵循。任何使用已發佈的表或圖的人都應該先檢查其符號使用情况。通常，會有一個注釋或標題來解釋它。否則，可以通過知道在每年的前三個月，時鐘會早於日晷來確定使用方式。記憶術的「NYSS」（發音為「耐斯」，「英語：」），意為「新年，日晷慢」，可能很有用。一些已發佈的表格通過不使用符號，而是通過顯示「日晷快」（英語：Sundial fast）或「日晷慢」（英語：Sundial slow）等短語來避免歧義。

## 歷史

均時差：在軸上方，日晷相對於顯示當地平均時間(鐘錶時)的時鐘顯示得較快，而在軸下方，日晷顯示的時間慢於平太陽時。

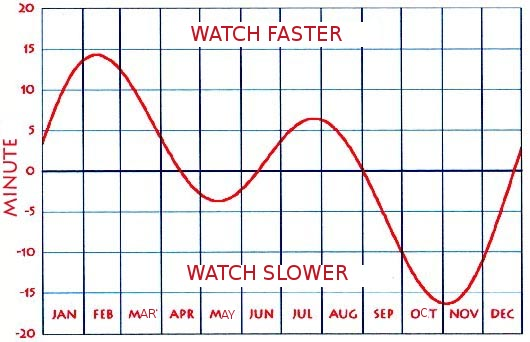
此圖顯示時鐘比太陽早 （+） 或晚 （-） 多少分鐘。請參閱下文的「表示法」。

「均時差」一詞來源於中世紀拉丁語「aequātiō diērum」，意思是「日數的程式」（{{|lang-en| equation of days}}）或「日的差異」（英語：difference of days）。
「aequātiō」（和中古英語「equation」）這個字在中世紀天文學中，用於將觀測值與期望值之間的差異製成表格（如中心差、二分差、本輪差）。
傑拉爾德·詹姆斯·圖默使用源自拉丁語「aequātiō」（均衡或調整）的中世紀術語「equation」，用來表示托勒密的平均太陽時和視太陽時之間的差值。約翰尼斯·克卜勒對「equation」的定義是「平均近點角的度數和分鐘數與校正盡點角的度數和分鐘之間的差值」:155
視太陽時和平太陽時之間的差異自古以來就被天文學家所認識，但在17世紀中葉精確機械鍾發明之前，日晷是唯一可靠的時計，而視太陽時是普遍接受的標準。直到 19 世紀初，平太陽時才取代了國家年曆和星曆中的視太陽時 。

### 早期天文學
巴比倫人知道太陽每天不規則的運動。
Handy Tables
托勒密的《天文學大成》第三卷（2世紀）主要關注太陽的異常現象，他在自己的《便條》中列出了均時差。托勒密討論了將太陽的子午線交點轉換為平均太陽時所需的校正，並考慮了太陽沿黃道的非均勻運動和太陽黃道經度的子午線校正。他表示，最大修正值為8+1⁄3時間度或5⁄9小時（第三卷，第9章）。然而，他認為這種影響與大多數計算無關，因為它對緩慢移動的發光體可以忽略不計，只適用於移動最快的發光體：月球。
根據托勒密在《天文學大成》中的討論，均時差（阿拉伯語「taʿdīl al-ayyām bi layālayhā」）的值是《中世紀伊斯蘭天文學》作品中表格（「zij」）的標準值。

### 近代早期
內維爾·馬斯基林在1767年的《航海年鑒》中給出了視時間和平均時間的描述：「表觀時間是從太陽直接推斷出來的時間，無論是從它經過子午線的觀察中，還是從觀察到的日出或日落中。這個時間不同於陸地上監管良好的鐘錶所顯示的時間，這被稱為等值時間或平均時間。」他接著說，在海上，如果觀測者需要平均時間，那麼通過觀測太陽得到的視時間必須通過均時差進行校正。
正確的時間最初被認為是日晷顯示的時間。當引入好的機械鐘時，它們每年只在四個日期附近與日晷一致，因此使用均時差來「校正」它們的讀數以獲得日晷時間。一些被稱為時差鐘的時鐘包含一個內部機制來執行這種「校正」。後來，隨著時鐘成為占主導地位的優質鐘錶，未經校正的時鐘時間，即「平均時間」，成為公認的標準。日晷的讀數，當它們被使用時，當時是，而且現在仍然是，用與以前相反的方向使用的均時差進行校正，以獲得時鐘時間。因此，許多日晷上都刻有均時差的表格或圖表，以便用戶進行校正:123。
歷史上，均時差被用來設定時鐘。從1656年精確時鐘的發明到1900年左右商業時間分配服務的出現，陸基時鐘有幾種常見的設置方法。日晷被讀取，並用均時差的表格或圖表進行校正。如果有中星儀可以使用，則記錄太陽穿過子午線的中天（太陽似乎位於觀察者正南或正北的時刻）；然後將時鐘設定為正午，並根據該日期的均時差給出的分鐘數進行偏移。第三種方法不使用均時差；取而代之的是，使用恆星觀測來給出恆星時，利用恆星時和平太陽時之間的關係:57–58。
1665年，克里斯蒂安·惠更斯發表了第一個以基本正確的管道給出均時差的表。惠更斯遵循托勒密和中世紀天文學家的傳統，為均時差設定了它的值，使全年所有值都為正值。這意味著，與今天的平均時間相比，惠更斯的表中設定為平均時間的任何時鐘，始終都慢了大約15分鐘。
1672年至1673年，約翰·佛蘭斯蒂德出版了另一套均時差表，他後來成為新的格林威治皇家天文台的第一位皇家天文學家。這些似乎是給出今天平均時間含義的第一個基本正確的表格（如上所述，之前均時差的符號總是正的，當日出的表觀時間相對於日出的時鐘時間最早時，它被設定為零）。佛蘭斯蒂德採用了製表和命名校正的慣例，從某種意義上說，它將應用於表觀時間以給出平均時間。。
均時差正確地基於太陽表觀運動不規則性的兩個主要組成部分，直到佛蘭斯蒂德1672年至1673年的《表》與傑里邁亞·霍羅克斯的遺作一起出版後，才被普遍採用:49。
羅伯特·胡克（1635-1703）對萬向接頭進行了數學分析，他第一個注意到（非長期）均時差和萬向接頭的幾何和數學描述是相同的，並提出在構建「機械日晷」時使用萬向接頭:219。

### 18世紀和19世紀初
佛蘭斯蒂德1672-1673和1680年的表格中的修正基本上正確地計算了均時差，不需要進一步的偏移。但自那以後，由於三個因素，均時差表中的數值有所變化：
- 天文量測科技的改進帶來了精度的普遍提高，
- 均時差緩慢的內在變化，是地球傾角和離心率長期變化的結果（例如，影響近日點的距離和日期），以及
- 太陽視運動中包含了17世紀未知但從18世紀開始發現的額外變化的小來源，包括月球（見質心）、金星和木星的影響[19]。

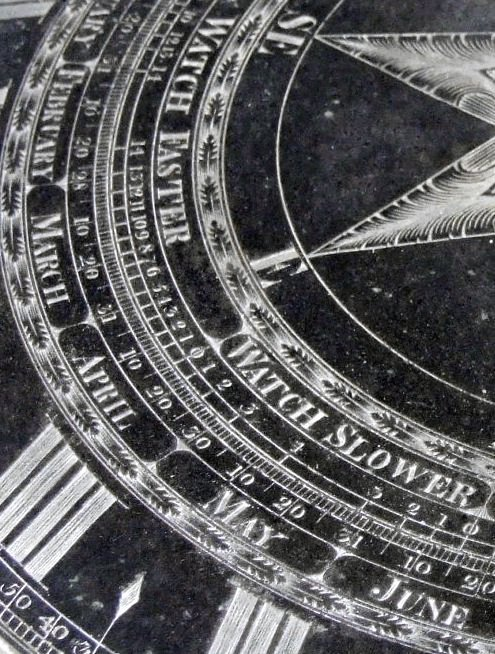
1812年由赫斯特父子，用圓形刻度表示均時差的修正。這件作品現在正在德比博物館與藝術畫廊展出。

從1767年到1833年，英國的《航海年鑒和天文星曆》將均時差製成表格，其含義是「在表觀時間上加上或减去分鐘數和秒數，以獲得平均時間」。因為船上的時間通常是通過觀測太陽來確定的，因此年鑒中的時間是視太陽時。在需要觀測平均太陽時的異常情况下，才會執行此操作。在1834年以來的發行，所有時間都是平太陽時，因為從那時起，越來越多地船上的時間由航海鐘來確定。因此，這些指示（按照指示）是將所述分鐘數與平均時間相加或相减，以獲得表觀時間。所以現在加法對應於正均時差，減法對應於負均時差。
由於太陽的表觀日運動是每天一圈，即每24小時360°，而太陽本身在天空中看起來是一個約0.5°的圓盤，因此最簡單的日晷，可以讀取到的時間最佳精度約為一分鐘。由於均時差的範圍約為33分鐘，因此日晷時間和時鐘時間之間的差異异不容忽視。除了均時差外，還必須根據與當地時區子午線的距離和夏令時（如果有的話）進行校正。
由於地球自轉速度减慢，平均太陽日每世紀每天增加約2ms，目前每年累積約1秒。因為它在日晷的精度水准上是不可察覺的，因此這一微小的增加在均時差的傳統定義中沒有考慮在內。

## 主要部件

### 地球軌道的離心率

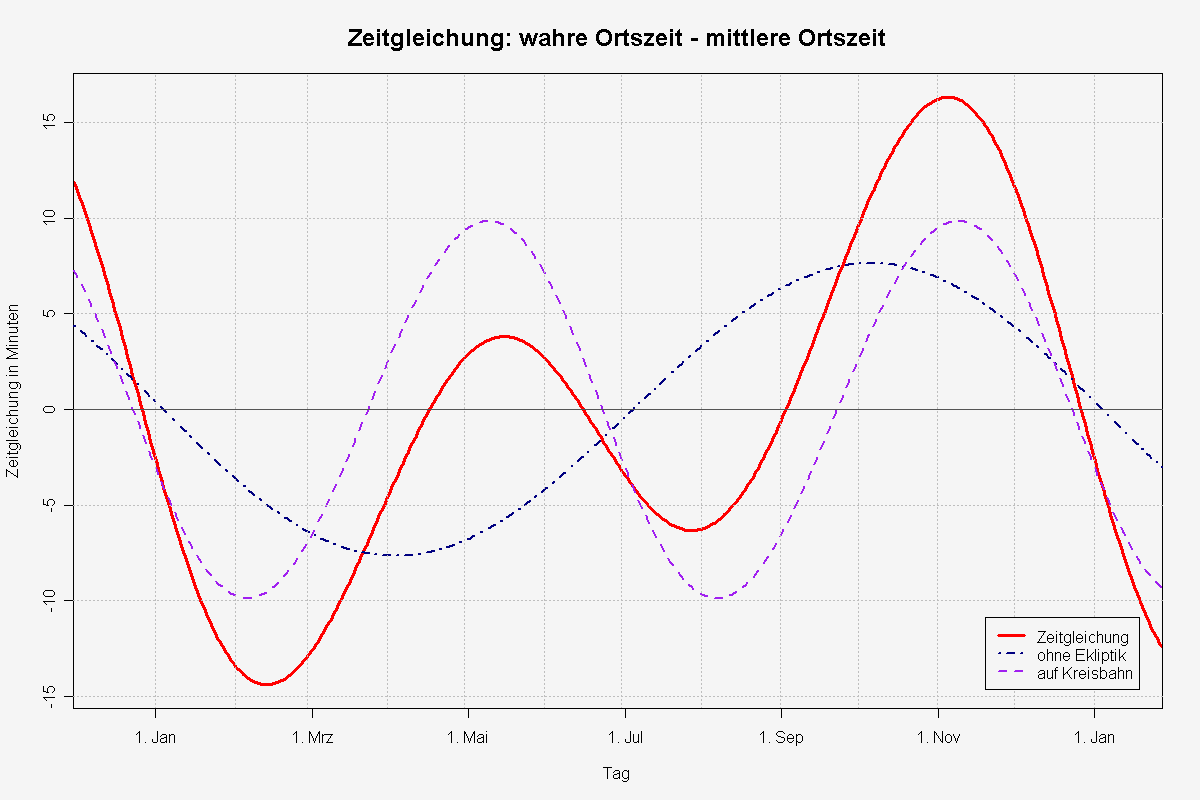
均時差（紅色實線）及其兩個分別繪製的主要分量，一部分是由於黃道的傾角（淡紫色虛線），另一部分是由於太陽沿黃道的視速度變化，這是由於地球軌道的離心率（深藍色虛線和點線）。

地球繞著太陽轉。從地球上看，太陽似乎在一年內通過背景恆星繞地球旋轉一周。如果地球以恆定的速度繞太陽運行，在垂直於地軸的平面上以圓形軌道運行，那麼太陽每天都會在同一時間中天，並且是一個完美的計時器（除了地球自轉減慢的非常小的影響）。但地球的軌道是一個不以太陽為中心的橢圓，根據克卜勒行星運動定律，它的速度在30.287到29.291公里/秒之間變化，它的角速度也在變化，因此太陽在近日點（目前約為1月3日）呈現移動得更快（相對於背景恆星），半年後在遠日點的速度較慢。
在這些極端點，這種效應使視太陽日與平均值相差7.9秒/天。因此，在這些點之前，其它日子的較小每日速度差異是累積的，反映了地球與平均值相比是如何加速和减速的。
因此，地球軌道的離心率產生了一個週期性變化，在一階近似下，該變化為正弦波，其中：
- 振幅：7.66 分鐘
- 週期：1年
- 零點：近日點（1月初）和遠日點（7月初）
- 極值：4月初（負值）和10月初（正值）

均時差的這一組成部分由上述因素“a”表示：
{\displaystyle a=-7.659\sin(6.240\,040\,77+0.017\,201\,97(365(y-2000)+d))}

### 黃赤交角

當地正午的太陽和行星（黃道帶為紅色，太陽和水星為黃色，金星為白色，火星為紅色，木星為黃色與紅色斑點，土星為白色與光環）。

即使地球的軌道是圓形的，人們感知到的太陽沿著我們的天球赤道的運動仍然是不均勻的。這是地球自轉軸相對於軌道平面傾斜的結果；或者等效地，黃道（太陽在天球中的視路徑）相對於天球赤道傾斜。這個運動投影在我們的天球赤道上，沿著它量測「時鐘時間」，在至點達到最大值，當太陽的年運動平行於赤道（導致感知速度的放大），並且變化主要產生在赤經的值。這是分點時的最小值，此時太陽的視運動更傾斜，赤緯的變化最大，而赤經的變量最少，這是影響太陽日持續時間的唯一分量。傾角的一個實際例子是，即使在赤道上，太陽在日晷上投射的陰影在至點附近的每日偏移較小，在晝夜平分點附近的偏移較大。如果這種效應單獨起作用，那麼在至點附近的一天將長達24小時20.3秒（量測太陽中午到下一次太陽中午），在晝夜平分點附近比24小時短20.3秒。
在右圖中，我們可以看到從地球上看到的太陽正午時分黃道平面視斜率的月度變化。這種變化是由於在太陽正午從太陽上看到的地球全年旋轉的視進動造成的。
根據均時差，黃道的傾斜導致正弦波變化的貢獻，包括：
- 振幅：9.87分鐘
- 週期：1/2年
- 零點：分點和至點
- 極值：2月初和8月初（負）和5月初和11月初（正）

均時差的這一部分由上述係數「b」表示：
{\displaystyle b=9.863\sin \left(2(6.240\,040\,77+0.017\,201\,97(365(y-2000)+d))+3.5932\right)}

## 長期效應
上述兩個因素具有不同的波長、振幅和相位，因此它們的組合貢獻出一個不規則的波。在2000年曆元，這些值（以分鐘和秒為單位，使用UT日期）：
| 點     | 值           | 日期     |
| ------ | ------------ | -------- |
| 最小值 | −14 min 15 s | 2月11日  |
| 0      | 0 min 0 s    | 4月15日  |
| 最大值 | +3 min 41 s  | 5月14日  |
| 0      | 0 min 0 s    | 6月13日  |
| 最小值 | −6 min 30 s  | 7月26日  |
| 0      | 0 min 0 s    | 9月1日   |
| 最大值 | +16 min 25 s | 11月3日  |
| 0      | 0 min 0 s    | 12月25日 |

均時差（E.T.）= 視太陽時 – 平太陽時。正值：太陽移動得比較快並且較早過中天，或是日晷的時間早於平太陽時。每年都會有微量的變化，但每四年一閏會重置這種變化。由於離心率和黃赤交角的長期變化，均時差曲線的確切形狀和相關的日行跡在幾個世紀中緩慢變化。在目前的時段，這兩個值都在緩慢減少中，但是在實際上它們增減的變化是以數十萬年的時間尺度上增加和減少。當離心率由目前的0.0167變化達到0.047時，離心率的效應會使軌道傾角的影響變得無足輕重，使得均時差的曲線上每年只有一個極大值與極小值。
在較短的時間尺度上（數千年），春分點和近日點日期的變化將更為重要。前者是由歲差引起的，與恆星相比，春分點向後移動。但在當前的討論中，可以忽略不計，因為我們的公曆的構造方式是將春分日期保持在3月20日（至少對於我們在這裡的目標來說足夠準確）。近日點的位移是向前的，大約為每個世紀1.7日。1246年，近日點的日期發生在12月22日，即冬至日，所以兩者的波具有共同的零點，因此均時差曲線是對稱的：在「天文演算法」中，梅烏斯（英語：Meeus）給出了2月和11月的極值為15分39秒，而5月和7月的是4分58秒。在此之前，2月的最小值大於11月的最大值，5月的最大值大於7月的極小值。事實上，在西元前1900年（1901BCE）5月最大值大於11月最大值。在西元前2000年（2001BCE）5月的最大值 +12分20秒，而11月的最高值略低於10分鐘。當人們將均時差的當前圖表（見下文）與西元前2000年由托勒密的數據構建的的圖表進行比較時，這種長期變化是顯而易見的。

## 應用
如果日規（投射陰影的物體）上的晷針不是邊緣的線段而是一個點（例如，板上的一個洞），則陰影（或光點）將在一天的過程中描繪出一條曲線。如果陰影投射在平面上，則此曲線將是一個圓錐截面（通常是雙曲線），因為太陽運動的圓與圓柱上的點一起定義了一個圓錐體。在春分和秋分時，圓錐體退化為平面，雙曲線退化為一條線。對於每天不同的雙曲線，可以在每個雙曲線上放置小時標記，其中包括任何必要的修正。
不幸的是，每個雙曲線對應於兩個不同的日子，每半年一個，這兩天需要不同的修正。一個方便的折衷方案是畫出「平均時間」的線，並添加一條曲線，顯示一年中，正午陰影點的確切位置。這條曲線將類似數字8的形狀，被稱為日行跡。通過將日行跡與平均中午線進行比較，可以確定當天通常要應用的校正量。
均時差不僅用於日晷和類似設備，而且還用於太陽能的許多應用。像太陽跟蹤器和定日鏡這樣的機器必須以受均時差影響的方式移動。
民用時是經常經過時區中心附近的子午線的當地平均時間，並且可能會因夏令時而進一步改變。當要找到對應於給定民用時的視太陽時，必須考慮關注地點與時區子午線之間的經度差、夏令時和均時差。

## 計算
均時差可以從已發佈的表格或圖表中獲得。對於過去的日期，這些表格是根據歷史量測或計算得出的；當然，對於未來的日期，只能計算得到表格。在電腦控制的定日鏡等設備中，電腦通常使用程式設計來計算均時差。前者基於運動微分方程的數值積分，包括所有重要的引力和相對論效應。結果精確到1秒以上，是現代年鑒數據的基礎。後者基於一種只包括太陽和地球之間引力相互作用的解決方案，比前者更簡單，但不如前者準確。通過一些校正，包括少量的，可以提高其精度。
以下討論描述了天文學家熟知的一種相當準確的均時差演算法（在很長一段時間內與曆書數據一致，誤差在3秒內）:89。它還展示了如何獲得一個簡單的近似公式（在較長的時間間隔內精確到1分鐘以內），該公式可以很容易地用計算器進行計算，並為本文前面使用的現象提供了簡單的解釋。

### 數學描述
均時差的精確定義是:1529：
{\displaystyle \mathrm {EOT} =\mathrm {GHA} -\mathrm {GMHA} }
該方程式中出現的量為：
- EOT：均時差，即視太陽時和平太陽時之間的時間差；
- GHA：視太陽，及實際太陽的格林尼治時角；
- GMHA = 世界時（UT）- 偏移量，平太陽，即假設太陽的格林尼治平均時角。

這裡的時間和角度是由以下因素相關的量：
2π 徑度量 = 360° = 1&nbsp日 = 24 小時。因為GHA是一個可以量測的角度，而世界時UT是一個用於量測時間的尺規，因此EOT的差異是可量測的。偏移量 π = 180° = 12 需要從UT開始的小時數，因為UT在平均午夜為零，而 GMHA = 0 在平均中午。世界時在平均午夜是不連續的，所以為了形成連續的數量時間  t，另一個數量日數 N，一個整數，是必需的：t = N + UT/24小時天。與所有物理角度一樣，GHA和GMHA在各自的（表觀和平均）中午都有數學上的不連續性，但沒有物理上的不間斷性。儘管其組成部分在數學上存在不連續性，但EOT被定義為一個連續函數，通過在GHA和GMHA中不連續性之間的時間間隔內加（或减）24小時來實現
根據天球角度的定義GHA=GAST-'α'（見時角）
此處：
- GAST是格林尼治視恆星時（視春分點與赤道平面子午線之間的角度）。這是UT的一個已知功能[29]。
- α是視太陽的赤經（視春分點和赤道平面上實際太陽之間的角度）。

當代入均時差時，它是：
{\displaystyle \mathrm {EOT} =\mathrm {GAST} -\alpha -\mathrm {UT} +\mathrm {offset} }
就像上面的GHA公式一樣，可以寫成
GMHA = GAST − αM，
其中最後一項是平太陽的赤經。方程式通常用這些術語寫成:275:45
{\displaystyle \mathrm {EOT} =\alpha _{M}-\alpha }
此處αM = GAST − UT + offset。
在這個公式中，在特定時間值下EOT的量測或計算取決於當時的α。  α和αM兩者在一年中都是從0到24小時不等。前者在某個時間點具有不連續性，這取決於UT的值；而後者在稍晚的時間點具有其不連續性。因此，當以這種管道計算時，EOT有兩個人為的不連續性。它們都可以通過從α中的不連續性之後和αM中不連續性之前的小時間間隔內的EOT值中减去24小時來消除。由此產生的EOT是時間的連續函數。
另一個定義，表示為E，以區別於EOT，是
{\displaystyle E=\mathrm {GMST} -\alpha -\mathrm {UT} +\mathrm {offset} }
在這裡GMST = GAST − eqeq，是格林尼治平恒星時間碼（赤道平面上平春分點和平太陽之間的角度）。因此，GMST是GAST的近似值（和E是EOT的近似值）；由於擺動eqeq被稱為晝夜平分點方程，或地球自轉軸圍繞其歲差運動的章動。由於章動運動的振幅僅為約1.2角秒（經度18角秒），因此EOT和E之間的差異可以忽略不計，除非對次秒級精度感興趣。
第三個定義，表示為Δt以區別EOT和E，現在被稱為星曆時差（英語：Equation of Ephemeris Time）:1532（在現在對EOT進行區分之前，E和Δt，後者被稱為均時差）是
{\displaystyle \Delta t=\Lambda -\alpha }
這裡Λ是平太陽的黃經度（在黃道平面上從平春分點到平太陽的角度）。
從1960年到2040年，Λ − (GMST − UT + offset)的區別是1.3秒。因此，在這個有限的年份範圍內，Δ't'是EOT的近似值，其誤差在0.1到2.5秒之間，具體取決於春分差中的經度校正；對於許多目的，例如校正日晷，這種精度已經綽綽有餘。

### 赤經計算
赤經，以及均時差，可以從牛頓的天體運動二體理論中計算出來，在該理論中，描述了天體（地球和太陽）圍繞其共同質心的橢圓軌道。根據這一理論，均時差變為：
{\displaystyle \Delta t=M+\lambda _{p}-\alpha }
其中出現的新角度是：
- M = 2π(t − tp)/tY：平近點角，是從橢圓軌道的近心點到平太陽的角度；它的範圍是從0到2π 當t從tp增加至tp + tY；
- tY = 365.2596358天是近點年的時間長度：連續兩次通過近日點的時間間隔；
- λp = Λ − M：近心點的黃道經度；
- t是動態時間，理論中的自變數。

在這裡，認為它與基於UT的連續時間相同（見上文），但在更精確的計算（E或EOT）中，必須考慮它們之間的微小差異:1530以及UT1和UTC之間的區別。
- tp是t在近心點的值。

要完成計算，需要三個額外的角度：
- E：太陽的離心近點角（請注意，這與M的差異）；
- ν：太陽的真近點角；
- λ = ν + λp：太陽在黃道上的真實經度。

地心觀察者看到的天球和太陽的橢圓軌道，看起來垂直於黃道，顯示計算軍時差所必需的6個角度（M, λ_{p}, α, ν, λ, E）。為清楚起見，圖不按比例縮放。

所有這些角度都顯示在右圖中，該圖顯示了從地球上看到的天球和太陽的橢圓軌道（與從太陽看到的地球軌道相同）。在此圖中ε是傾角，而e = √1 − (b/a)2是橢圓的扁率。
現在給定的值為0 ≤ M ≤ 2π，通過以下眾所周知的程式可以計算α(M):89：
首先，鑒於M，從克卜勒方程式計算E:159：
{\displaystyle M=E-e\sin {E}}
雖然這個方程式不能以封閉形式精確求解，E(M)的值可以從無窮級數（冪或三角）、圖形或數值方法中獲得。或者，請注意，對於e = 0, E = M，並通過反覆運算:2：
{\displaystyle E\approx M+e\sin {M}}
這種近似值可以改進，對於小e，通過再次反覆運算：
{\displaystyle E\approx M+e\sin {M}+{\frac {1}{2}}e^{2}\sin {2M}},
並且繼續反覆運算會在e中連續產生冪級數展開的高階項。對於較小的e（遠小於 1）序列中的兩個或三個項給出了E的良好近似值；e越小，則近似值越好。
接下來，瞭解E，從橢圓軌道關係計算真近點角ν :165
{\displaystyle \nu =2\arctan \left({\sqrt {\frac {1+e}{1-e}}}\tan {\tfrac {1}{2}}E\right)}
要使用的多值函數arctan x的正確分支生成ν，是從νE=0 = 0開始的連續函數{{math|E(M)}。因此，對於0 ≤ E < π，請使用arctan x = arctan x，對於π < E ≤ 2π，請使用arctan x = arctan x + π。對於特定值  E = π，其中tan的參數為無限，請使用ν = E。這裡arctan x是主分支，{{math|1=|arctan x| < {{sfrac|π|2；計算機和電腦應用程式返回的函數。或者，此函數可以用其泰勒級數以e中表示，其前三項為：
{\displaystyle \nu \approx E+e\sin {E}+{\frac {1}{4}}e^{2}\sin {2E}}.
對於小e，這個近似值（甚至只是前兩個項）是一個很好的近似值。  結合的近似值E(M)替換為ν(E)產生：
{\displaystyle \nu \approx M+2e\sin {M}+{\frac {5}{4}}e^{2}\sin {2M}}.
關係ν(M)稱為中心差；這裡的運算式是e中的二階近似。對於小的e表徵地球軌道的值，為ν(M)提供了一個非常好的近似值。
接下來，瞭解 ν，從它的定義計算λ：
{\displaystyle \lambda =\nu +\lambda _{p}}
由於軌道是橢圓而非圓，λ對應於 varies non-linearly with M的變化是非線性的。根據ν的近似值：
{\displaystyle \lambda \approx M+\lambda _{p}+2e\sin {M}+{\frac {5}{4}}e^{2}\sin {2M}}.
最後，知道λ，從上面所示的天球上直角三角形的關係計算 α:22
{\displaystyle \alpha =\arctan \left(\cos {\varepsilon }\tan {\lambda }\right)}
請注意，α的象限與λ相同，因此將λ减小到0到2 π的範圍，並寫為
{\displaystyle \alpha =\arctan \left(\cos {\varepsilon }\tan {\lambda }+k\pi \right)},
此處如果λ位於象限1中，k是0。如果λ在象限2或3，k是1；如果λ在象限4，k是2。對於 tan為無限的值，α = λ。
雖然α的近似值可以從截斷的泰勒級數中獲得，就像{{math|ν一樣，:32使用以下方程更有效:374
{\displaystyle \alpha =\lambda -\arcsin \left(y\sin \left(\alpha +\lambda \right)\right)}
此處y = tan2(ε/2)。 請注意，對於ε = y = 0，α = λ並反覆運算兩次：
{\displaystyle \alpha \approx \lambda -y\sin {2\lambda }+{\frac {1}{2}}y^{2}\sin {4\lambda }}。

## 外部連結
- DestinyNet 命理網 真太陽時/均時差計算程式 （页面存档备份，存于）
- Novel Visualisation of Equation of Time - Constantly updated
- Table giving the Equation of Time and the declination of the sun for every day of the year
- Sundials on the Internet （页面存档备份，存于）
- The equation of time described on the Royal Greenwich Observatory website
- An analemma site with many illustrations （页面存档备份，存于）
- The Equation of Time and the Analemma, by Kieron Taylor
- An article by Brian Tung containing a link to a C program using a more accurate formula than most (particularly at high inclinations and eccentricities). The program can calculate solar declination, Equation of Time, or Analemma.
- Doing calculations using Ptolemy's ephemeres, such as his E.T. graph （页面存档备份，存于）
- A dynamic and unique Equation of Time visualisation.
- Equation of Time function for Excel, CAD or other programs.  The Sun API is free and extremely accurate. For Windows computers.
- The equation of time correction-table （页面存档备份，存于） A page describing how to correct a clock to a sundial.
- An example （页面存档备份，存于） of an Audemars Piguet mechanical wristwatch containing this concept as a complication, including a description of the implementation in horology and several videos/animations.
- Two more examples of a mechanical wristwatch containing this complication, manufactured by Blancpain: Part 1 Part 2.

1. 1 2  Maskelyne, Nevil. . London: Commissioners of Longitude. 1767.
2. 1 2
3. 1 2  Jenkins, Alejandro. . European Journal of Physics. 2013, 34 (3): 633–652. Bibcode:2013EJPh...34..633J. S2CID 119282288. arXiv:1208.1043 . doi:10.1088/0143-0807/34/3/633.
4. ↑  Astronomical Applications Department. . United States Naval Observatory. United States Navy.   [1 August 2022]. （原始内容存档于2024-07-19）.
5. ↑  Astronomical Applications Department. . United States Naval Observatory. United States Navy.   [1 August 2022]. （原始内容存档于2023-09-08）.
6. 1 2
7. ↑  McCarthy & Seidelmann 2009，第9頁.
8. ↑  Neugebauer, Otto, , Studies in the History of Mathematics and Physical Sciences 1, New York / Heidelberg / Berlin: Springer-Verlag: 984–986, 1975, ISBN 978-0-387-06995-1, doi:10.1007/978-3-642-61910-6
9. ↑  Kennedy, E. S. . Transactions of the American Philosophical Society. 1956, 46 (2): 141. JSTOR 1005726. doi:10.2307/1005726. hdl:2027/mdp.39076006359272 .
Reprinted in: Kennedy, E. S.  2nd. Philadelphia, PA: American Philosophical Society. 1989: 19  [2024-07-12]. ISBN 9780871694621. （原始内容存档于2023-04-05）.
10. 1 2
11. 1 2  . Royal Museums Greenwich.   [29 January 2021]. （原始内容存档于10 September 2015）.
12. ↑  . Analemma.   [29 January 2021]. （原始内容存档于2023-12-08）.
13. 1 2  Taylor, Kieran. . moonkmft. 4 November 2018  [29 January 2021]. （原始内容存档于2023-11-29）.
14. ↑  . Analemma.   [29 January 2021]. （原始内容存档于2023-12-08）.
15. ↑  Karney, Kevin.  (PDF). December 2005  [2024-07-17]. （原始内容存档 (PDF)于2016-06-10）.
16. ↑  Meeus 1997.
17. 1 2
18. 1 2 3
19. 1 2
20. 1 2